# Piz Ela
Der Piz Ela ⓘ (auch Piz Aela, vom rätoromanischen ela, ala aus dem lateinischen ala für ‚Flügel‘) ist ein 3338,7 m ü. M. hoher Berg in den Albula-Alpen im Kanton Graubünden zwischen Bergün/Bravuogn und Savognin in der Schweiz. Er hat die Form eines gewaltigen Doms mit in weitem Bogen geschwungener Kuppel. Aber trotz dieser breiten Kuppelform ist er ein mit scharfer Schneide gekrönter schmaler Grat, was man am besten sieht, wenn man den Berg von Südosten betrachtet. Die Erstbesteigung fand am 17. Juli 1865 durch Alex Flury, Peter Jenny und Georg Jenny statt. Nach der Marmolata (Dolomiten) ist der Gipfel der zweithöchste Alpengipfel aus Dolomit und somit der höchste Dolomit-Gipfel der Schweizer Alpen. Etwa 30 m unterhalb des Südostgrates befindet sich eine Öffnung im Fels, das Ela-Loch.
Der Piz Ela bietet dank seiner Dominanz, vor allem Richtung Westen, eine aussergewöhnliche Fernsicht bis in die Berner und Walliser Alpen (z. B. auf Eiger, Mönch, Finsteraarhorn, Aletschhorn oder das rund 150 km entfernte Joderhorn).
Die Ela-Hütte auf 2252 m ü. M. dient als Stützpunkt für eine Besteigung, die auf allen Routen relativ anspruchsvoll ist. Der Berg liegt mitten im Parc Ela, einem im Jahr 2006 eröffneten, 600 Quadratkilometer grossen Naturpark.
Im Hauptdolomit wurden Spuren von Prosauropoden und Sauropoden entdeckt. Sie stammen aus der späten Triaszeit und sind rund 210 Millionen Jahre alt.

## Lage und Umgebung
Der Piz Ela ist die höchste Erhebung der Bergüner Stöcke, einer Untergruppe der Albula-Alpen. Der Piz Ela trennt das östlich gelegene Albulatal vom westlich gelegenen Oberhalbstein. Auf dem Gipfel treffen sich die Gemeindegrenzen von Bergün Filisur und Surses.
Zu den Nachbargipfeln des Piz Ela gehören der Piz d'Uglix, der Piz Spadlatscha, der Piz digl Barba Peder, der Piz Rugnux, die Tschimas da Tschitta, der Piz Val Lunga, die Pizza Grossa und das Tinzenhorn.
Östlich des Gipfels trägt der sonst ausgesprochene Felsberg einen Gletscher, den Vadret digl Ela.
Talorte sind Bergün/Bravuogn und Filisur im Albulatal sowie Savognin und Tinizong im Oberhalbstein. Häufige Ausgangspunkte für Touren sind die Ela-Hütte im einsamen Val Spadlatscha und der Weiler Naz zwischen Bergün/Bravuogn und Preda.

## Ela-Loch (Fora digl Ela)
Etwa 30 m unter dem Südostgrat und 160 m südöstlich des Gipfels, etwa auf 3270 m ü. M., befindet sich das Ela-Loch (rätoromanisch Fora digl Ela), eine ca. 2,5 m hohe, 5 bis 6 m breite und 3 m tiefe Öffnung im Fels. Zweimal im Jahr (zwischen dem 15. und dem 20. Oktober um 15–16 Uhr MESZ sowie zwischen dem 22. und dem 27. Februar um 14–15 Uhr MEZ) scheint die Sonne durch das Loch auf das Dorf Bergün/Bravuogn.
Ebenso scheint die Sonne am 10. August frühmorgens durch das Loch auf das Maiensäss Manziel auf Gebiet der ehemaligen Gemeinde Riom. Dieses Ereignis ist deswegen so speziell, weil der 10. August der Laurentiustag ist und die Kirche von Riom unter dem Patrozinium des Heiligen Laurentius von Rom steht.
Der Sage nach entstand das Loch, als der Teufel nach einem Streit Eulenspiegel einen Stein nachgeworfen hatte. Der Stein verfehlte Eulenspiegel und traf stattdessen den Piz Ela. Beim Streit ging es darum, dass Eulenspiegel den Teufel auf einem Kartoffelacker gefragt hatte, ob er die Früchte oberhalb oder unterhalb der Erde wolle. Als der Teufel sich für oberhalb entschied, lachte ihn der Eulenspiegel aus. Auf dem Kornacker stellte der Eulenspiegel dieselbe Frage, wobei sich der Teufel dieses Mal für die Früchte in der Erde entschied.
|  |  |  |

## Ela-Rundtour
Eine sehr bekannte Wanderung bzw. Skitour für weniger geübte Berggänger ist die Ela-Rundtour. Die zweitägige Tour beginnt in Bergün/Bravuogn (1367 m) oder Filisur (1032 m) und führt am ersten Tag zur Ela-Hütte (2252 m). Am zweiten Tag führt die Tour über den Pass d’Ela (2724 m), vorbei an den Bergseen Lai Mort und Lai Grond zur Fuorcla da Tschitta (2830 m) und dann nach Preda (1789 m).
Dauer: 3½ - 4½ h am ersten und 5 h am zweiten Tag.
Schwierigkeit: B

## Routen zum Gipfel
Die Alpstrasse von Tinizong in das Val d’Err ist für den allgemeinen Motorfahrzeugverkehr gesperrt. Ein Wanderbus fährt jedoch im Sommer jeweils dienstags und freitags von Savognin nach Pensa.

### Über den Westgrat
Normalroute
- Ausgangspunkt: Ela-Hütte (2252 m)
- Schwierigkeit: ZS
- Zeitaufwand: 4–5 Stunden

### Über den Nordwestgrat
- Ausgangspunkt: Ela-Hütte (2252 m)
- Schwierigkeit: ZS
- Zeitaufwand: 6–8 Stunden

### Durch die Nordostwand
Langer und mühsamer Weg (2000 m Höhenunterschied)
- Ausgangspunkt: Bergün/Bravuogn (1367 m)
- Schwierigkeit: ZS
- Zeitaufwand: 6–7 Stunden

### Über den Südostgrat

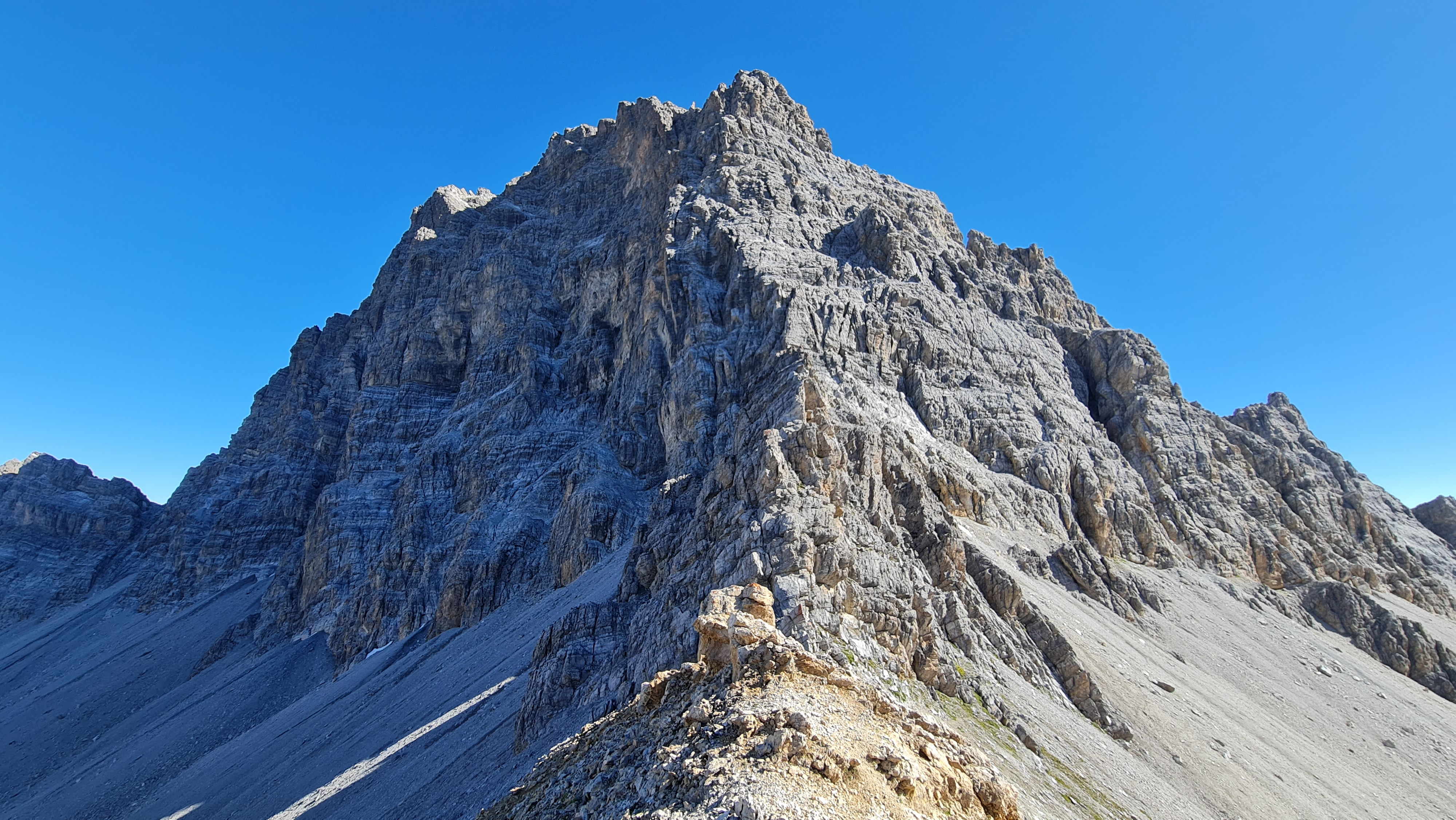
Einstieg in die Route Südostgrat, aufgenommen von der Furschela da Tschitta.

Besonders schöne Kletterei. Von der Schmalheit des Grates gibt das im steilsten Absatz befindliche Ela-Loch einen Begriff, indem hier, obwohl ca. 30 m unter der Kante, der Fels durchbrochen ist.
- Ausgangspunkt: Bergün/Bravuogn (1367 m), Naz (1747 m), Tinizong (1232 m) oder Ela-Hütte (2252 m)
- Schwierigkeit: ZS
- Zeitaufwand: 8–9 Stunden von Bergün/Bravuogn, 6½-8 Stunden von Naz, 8–9 Stunden von Tinizong oder 7–8 Stunden von der Ela-Hütte

### Über den Südwestpfeiler
- Ausgangspunkt: Ela-Hütte (2252 m)
- Schwierigkeit: S
- Zeitaufwand: 6–7½ Stunden

## Galerie

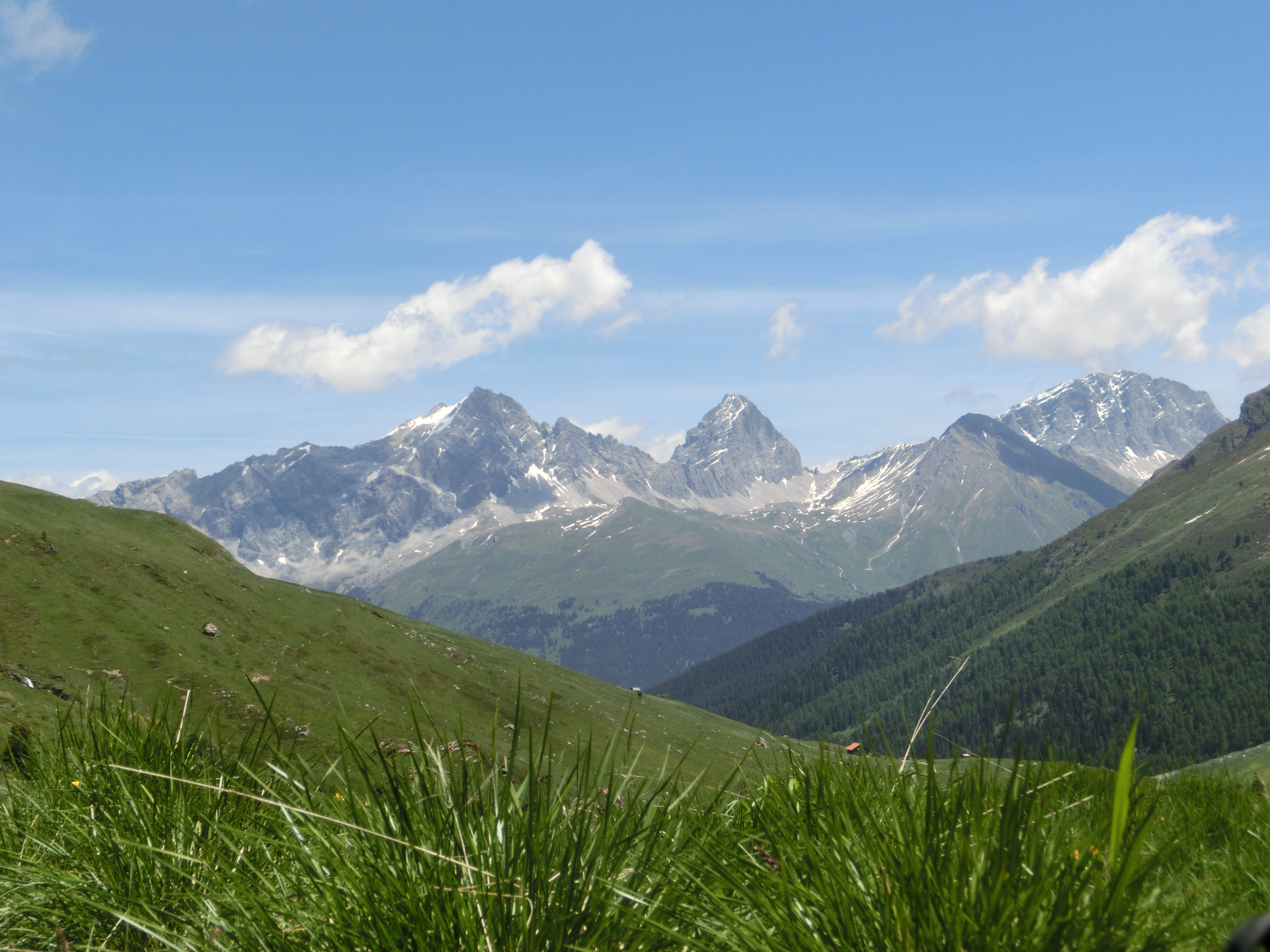
Mit Piz Mitgel, Tinzenhorn, Pizza Grossa und Piz Ela (v. l. n. r.), aufgenommen von Val Schmorras.
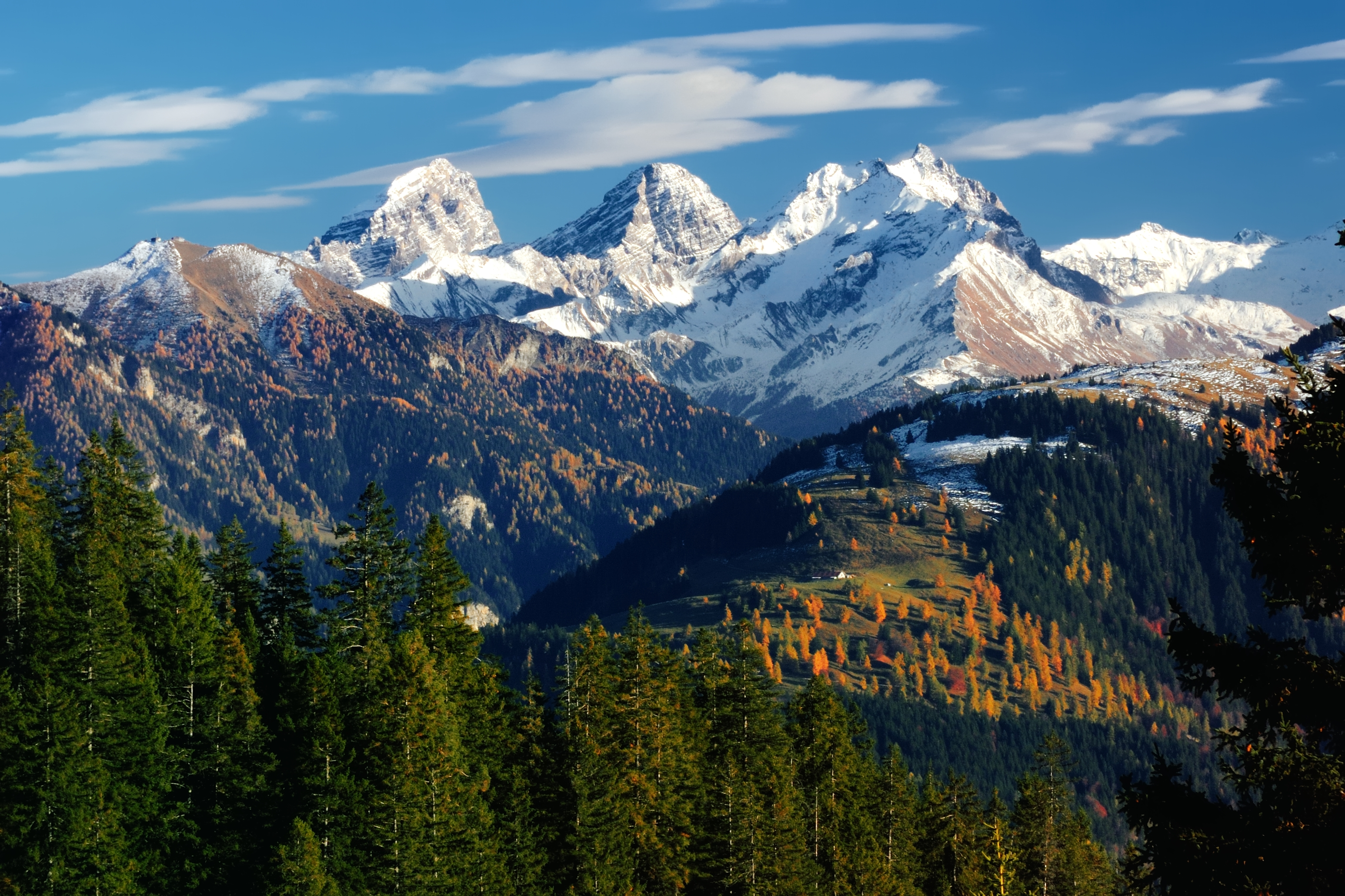
Piz Ela, Tinzenhorn und Piz Mitgel (v. l. n. r.), aufgenommen oberhalb von Flims.
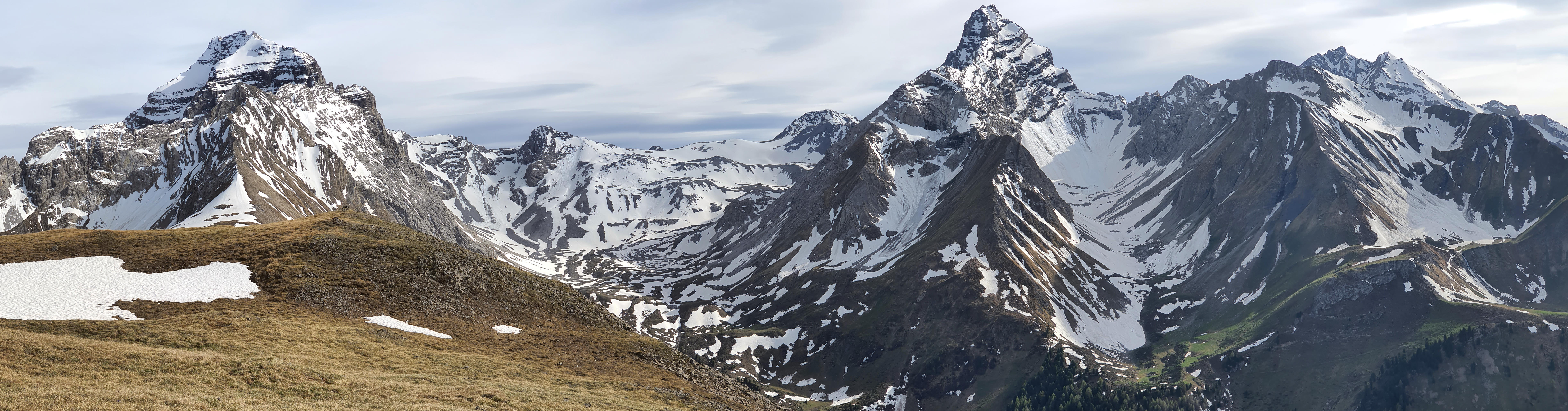
Piz Ela, Tinzenhorn und Piz Mitgel, aufgenommen von Chavagl Grond.
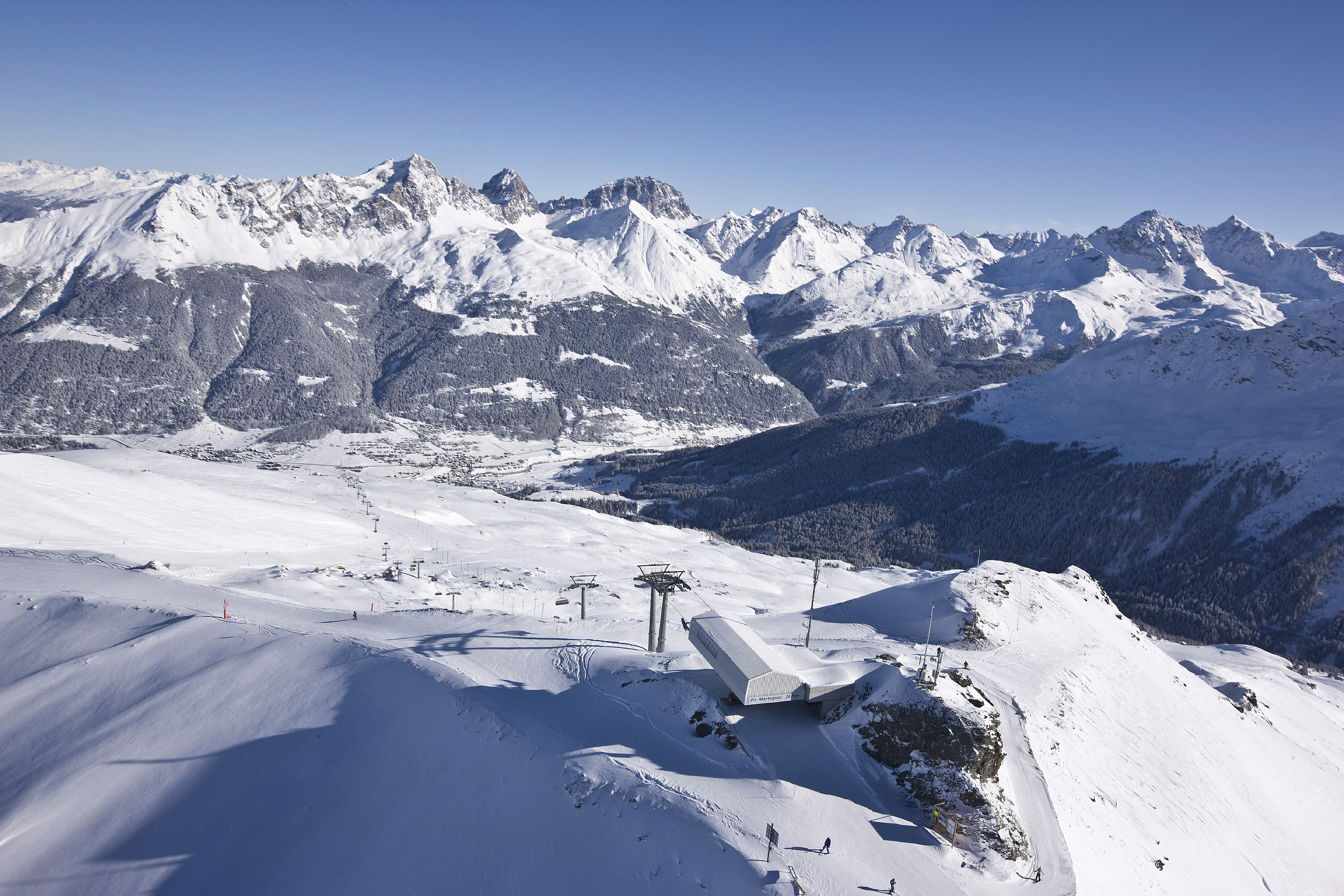
Piz Martegnas mit Bergüner Stöcke und Err-Gebiet.
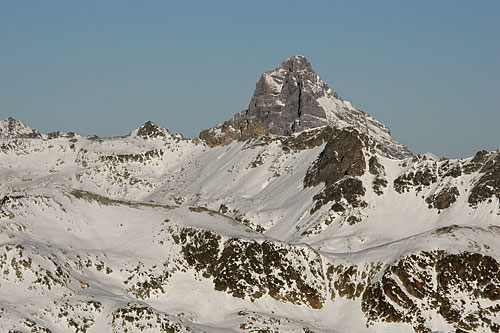
Piz Ela, aufgenommen vom Piz Nair.
Talgrund rechts: Bergün/Bravuogn. Vordergrund links: Piz Ragnux. Bildmitte: Piz Ela, darunter: Piz digl Barba Peder.